# Ussana
Ussana település Olaszországban, Szardínia régióban, Cagliari megyében. Lakosainak száma 4015 fő (2023. január 1.). Ussana Monastir, Nuraminis, Samatzai, Serdiana és Donori községekkel határos.

## Népesség
A település lakossága az elmúlt években az alábbi módon változott:
| Lakosok száma | 4197 | 4175 | 4015 |
|               | 2017 | 2018 | 2023 |